# سپارتاک پطروسیان
سپارتاک پاولی پطروسیان (ارمنی: Սպարտակ Պավելի Պետրոսյան؛ زادهٔ ۲۲ دسامبر ۱۹۴۶) یک  سیاستمدار اهل ارمنستان است که از تاریخ ۱۹۹۰ تا تاریخ ۱۹۹۵ سمت نمایندگی دوره اول شورای عالی جمهوری ارمنستان را برعهده داشت.

## زندگی‌نامه
در ۲۲ دسامبر ۱۹۴۶ در ارمنستان به دنیا آمد و از دانشگاه دولتی شیراک فارغ‌التحصیل شد. 